# Jemens historia
För Jemens tidigare historia, se Sydarabien.
Den här artikeln behandlar Jemens historia i modern tid.

Nordjemens position på arabiska halvön.

Sydjemens position på arabiska halvön.

I slutet av 800-talet kom ett av de bergsfolk som var bosatta på platsen, zayditerna, att få en dominerande ställning. Zayditerna var shiiter och leddes av en imam. Slättfolken var sunnimuslimer och godtog endast motvilligt imamen som världslig ledare. Zayditerna hade nära band med de shiitiska fatimiderna i Egypten. De nära banden upphörde när de egyptiska mamlukerna störtades av osmanerna 1517. 
År 1839 ockuperade britterna hamnstaden Aden och gjorde den till en flottbas med stor strategisk betydelse för sjöfarten mellan Indien och Europa. Sydarabiska federationen (Sydjemen) grundades 1962 med brittisk hjälp. I området startade en oavhängighetskrig mot britterna som hade till följd att den sista brittiska garnisonen lämnade landet 1967 och en självständig stat bildades.
Det Osmanska riket ockuperade 1849 norra delen av Jemen och i den konkurrens som efter hand uppstod mellan osmaner och britter om landet gjordes 1914 en första gränsdragning mellan Nordjemen och Sydjemen. När osmanerna drog sig ur första världskriget och lämnade landet 1918 övergick makten till Imam Yahya som var en av de lokala ledarna för det tidigare motståndet mot Osmanska riket. Denne och hans efterföljare imam Ahmad bin Yahya lyckades hålla fred i Kungariket Jemen (Nordjemen) till priset av isolering och en despotisk regim. Denna isolering bröts genom revolutionen 1962 då Arabrepubliken Jemen grundades.

## Nordjemen
År 1948 mördades Imam Yahya och en annan zayditisk ledare, Abdullah Ahmed al-Wazir, utropade sig till imam. Imam Yahyas son, kronprinsen Ahmad, gjorde dock mycket snabbt en motkupp. Al-Wazir och 32 medlemmar av hans regering halshöggs och deras huvud hängdes upp för allmän beskådan i Sana'a. Ahmad fortsatte sin fars despoti och lyckades krossa ett nytt kuppförsök i mars 1955. Han skrev under ett avtal om ömsesidigt stöd med Saudiarabien och Egypten och ingick ett avtal med Sovjetunionen om att köpa vapen. I mars 1958 ingick Jemen en konfederation med Förenade arabrepubliken (Egypten och Syrien) för att få stöd för Jemens territoriella krav på Aden. 1960 hade dock relationerna med Egypten försämrats och i december 1961 läste Jemens radio upp en dikt av imamen där han avfärdade den egyptiske ledaren Nassers socialism och panarabism som ogudaktiga. Nasser svarade med att stoppa samarbetet med Jemen.

### Inbördeskriget i Nordjemen
Den 19 september 1962 dog imam Ahmad och efterträddes av sin son, kronprinsen Muhammad al-Badr. Oppositionen var delad mellan de som ville göra statskupp genast och de som ville vänta och se vilken politik kronprinsen tänkte föra. En grupp yngre arméofficerare ville dock inte vänta utan gjorde en kupp den 26 september. Det började med att en officer försökte skjuta al-Badr men misslyckades. När detta stod klart inleddes en beskjutning av imamens palats med stridsvagnar och artilleri. I tron att imamen dött i ruinerna ockuperade armén radiostationen och utropade republik. Imamen lyckades dock fly upp i bergen, vinna stöd bland de lokala grupperna och från Saudiarabien och inleda ett gerillakrig.
De nya makthavarna vände sig till Egyptens president Nasser för att få hjälp mot en befarad intervention från antingen Aden eller Saudiarabien. Nasser antog att inget land skulle stödja al-Badr, representant för en av Mellanösterns mest repressiva regimer, när denne nu gömde sig i bergen medan kuppmakarna verkade ha kontroll över landet. Nasser skickade trupper vilket dock fick Saudiarabien att börja stödja gerillan med vapen och pengar. Jordanien och Pakistan skickade vapen medan Iran stödde den ekonomiskt. För Nasser stod det klart att Egypten var tvungen att skicka mer trupper. I USA hade president Kennedy försäkrat Saudiarabien om sitt skydd och erkände republiken Jemen den 19 december 1962. Nasser ville inte stöta sig med USA som gav Egypten utvecklingshjälp och försäkrade att de egyptiska styrkorna nu skulle lämna Jemen.
Inbördeskriget fördes med stor brutalitet från båda sidor. Egyptierna hade då 15 000 man i landet och istället för att lämna landet skickades mer trupper. Efter en lyckad offensiv mot rojalisterna försäkrade Nasser i april 1963 att han skulle dra sig ur Jemen om Saudiarabien upphörde att stödja gerillan. FN skickade en observationsstyrka på 200 man som skulle se till att detta genomfördes. Varken Egypten eller Saudiarabien uppfyllde sina löften och FN-styrkan drogs tillbaka ett år senare.
Hösten 1964 gjorde de republikanska och egyptiska styrkorna en förnyad offensiv för att krossa gerillan i nordvästra Jemen. De två sidorna möttes och kom överens om eldupphör den 23 november för att kunna hålla en politisk konferens om landets framtid. Konferensen blev dock aldrig av - republikanerna vägrade att delta om medlemmar av den förre imamens familj deltog. Inom den republikanska regeringen stred olika grupper inbördes och olika premiärministrar avlöste varandra. Egypten ökade sina styrkor i Jemen tills de uppgick till 50 000 man.
I början av 1965 träffade dock Nasser Saudiarabiens kung Faisal och kom överens om att Egypten skulle dra sig ur Jemen medan Saudiarabien upphörde med sitt stöd till gerillan. Den republikanske presidenten Abdullah as-Sallal flögs till Kairo för att inte lägga sig i samtalen. Dessa samtal mellan rojalister och republikaner i Jemen ledde dock inte till någonting - bland annat kunde man inte komma överens om vad landet skulle heta. Den 12 augusti 1966 återvände Sallal till Jemen trots att hans vicepresident Hassan al-Amri försökte hindra Sallals flygplan från att landa. Al-Amri flög till Kairo men där blev han hållen i husarrest. Sallal tog itu med oppositionen mot sin politik med massarresteringar och åtta höga officerare arkebuserades på stora torget i Sana'a.
I augusti 1967 möttes återigen Nasser och kung Feisal och kom överens om att de egyptiska styrkorna skulle lämna Jemen vid årsskiftet och att Saudiarabien skulle sluta stödja gerillan samtidigt. President Sallal avfärdade överenskommelsen men avgick oväntat den 3 november och gick i landsflykt i Bagdad. Den 18 november utsågs al-Amri till premiärminister. Medan de egyptiska styrkorna lämnade landet i december omringades Sana'a av rojalistiska styrkor. I 70 dagar varade denna belägring men de republikanska styrkorna fick militärt stöd av Sovjetunionen och kunde bryta den. Utan saudiskt stöd hade inte rojalisterna någon möjlighet att fortsätta kampen. Stridigheterna fortsatte på låg nivå ytterligare en tid men vid årsskiftet 1969-1970 erkändes republiken av Saudiarabien. 

## Sydjemen
Sydjemen bildades runt hamnstaden Aden som en koloni till Storbritannien under mitten av 1800-talet. Sydarabiska federationen existerade mellan 1962 och 1967 som en sammanslutning av sydarabiska emirat inom det brittiska protektoratet Aden och som sträckte sig mot gränsen till Oman där Storbritannien utövat en mer indirekt kontroll. Ur denna bildades 1967 den nya staten Folkrepubliken Jemen som 1970 ändrade namnet till Demokratiska folkrepubliken Jemen och som var en självständig stat fram till 1990.

### Inrikespolitik
Den väpnade självständighetskampen inleddes i Aden 1962 av nationella vänsterinriktade befrielserörelser vilket ledde till den så kallade Adenkrisen. Inför Storbritanniens uttåg 1967 tog Nationella befrielsefronten (NBF) över makten. En marxistisk-leninistisk fraktion tog 1970 över styret inom NBF, och Sydjemen inrättades som arabvärldens enda kommunistiska stat, med nära relationer till Sovjetunionen, vars ekonomiska och militära stöd var oumbärligt för den fattiga staten. Regimen införde radikala reformer, bland annat i kvinnors rättigheter med hjälp av Jemenitiska kvinnors union. NBF ombildades senare tillsammans med några mindre vänster- och nationalistpartier som Jemenitiska socialistiska partiet (YSP), men förblev Sydjemens enda lagliga och styrande parti. Ett kortvarigt inbördeskrig utkämpades 1986 i Aden efter oenigheter i YSP varvid ett stort antal ledande politiker dödades eller drevs i exil.

### Utrikespolitik
Nära kontakt upprättades med Sovjetunionen, Kina, Kuba, Östtyskland och palestinierna. Det starka stödet från Moskva resulterade i att sovjetiska marinen fick tillgång till Aden som flottbas. 
Sydjemens radikala politik förde landet in i konflikt med Nordjemen och med de konservativa västorienterade staterna Saudiarabien och Oman. Relationerna mellan Syd- och Nordjemen var ofta mycket spända med gränsstridigheter och ömsesidigt stöd av väpnade oppositionsgrupper. Samtidigt var regeringarna i båda länderna officiellt överens om att länderna borde förenas som ett steg mot arabisk enighet, men de båda regeringarna hade på grund av sina politiska åsiktsskillnader svårt att enas om villkoren för en sammanslagning.

## Återförenat land
Stridigheterna i Sydjemen försvagade dess regering, och när Sovjetunionens stöd försvann vid kommunismens upphörande 1989-1991 hotades landet av bankrutt. YSPbeslutade om ett sammangående med Nordjemen till en stat som fick namnet Republiken Jemen med Sana'a som huvudstad, vilket skedde den 22 maj 1990. Detta var dock inte oproblematiskt, och YSP fann sig snart marginaliserade av det befolkningsmässigt större Nordjemen, vars ledare Ali Abdullah Saleh fungerade som det förenade landets president. 1994 gjorde YSP-ledningen ett nytt försök att bryta sig ur det förenade Jemen, vilket emellertid krossades av nordjemenitiska styrkor.
De första parlamentsvalen efter enandet skedde 1993, då Abd Aziz Abd Ghani som ledare för GPC vann 123 mandat, Islah, en koalition mellan islamister och stamhövdingar vann 62 mandat och Jemens socialistparti vann 56 mandat. Presidenten utsåg 1994 Abd Aziz Abd Ghani att bilda regering med stöd från vilken islamistkoalitionen. Detta ledde till ett inbördeskrig mellan Nord- och Sydjemen 1994. Efter detta har tryck- och organisationsfrihet kraftigt kringskurits i Jemen.

### Terrorgrupp i Jemen
Al-Qaidas Jemenbaserade avdelning Al-Qaida på den Arabiska halvön (AQAP) har som mål att etablera en islamisk stat på den Arabiska halvön.
Efter en misslyckad terrorattack mot ett flygplan i Detroit på juldagen 2009, pekade regeringarna i USA och Storbritannien ut Jemen som en ny bas för grupper tillhörande terrornätverket Al-Qaida. De båda regeringarna meddelade att de vill stödja den jemenitiska regeringen mot dessa grupper. 3 januari 2010 fick de brittiska och amerikanska ambassaderna stänga på grund av hot.

### Upproret 2011
Ali Abdullah Saleh var president i Nordjemen från 1978 och i det förenade Jemen från 1990. Ett fredligt uppror startade i januari 2011 och följde samma mönster som andra samtidiga revolter i arabvärlden. Den 2 februari lovade Saleh att han inte skulle kandidera igen när hans mandat löpte ut i slutet av 2013. Protesterna som utgått från universitetet i Sanaa och spridit sig från huvudstaden till Aden i söder och Saada i norr fortsatte. Minst 41 demonstranter uppges ha dödats och omkring 200 skadats när regeringsvänliga styrkor öppnade eld mot dem under en protestaktion i Jemens huvudstad Sanaa den 18 mars 2011. Demonstranterna hade samlats nära universitetet efter fredagsbönen för att kräva president Salehs avgång. President Saleh utsattes för ett attentat den 3 juni 2011 och lämnade landet för att få akut vård i Saudiarabien för de skador han då fick. Han återvändande till Jemen efter tre månader vilket ledde till nya strider i Sanaa mellan regimens elitförband och de oppositionella.
Saleh lämnade den 23 november 2011 hälften av makten till vicepresidenten Abd Rabu Mansur Hadi efter att ett avtal nåtts under medling av Saudiarabien där han garanterades åtalsfrihet. I de södra delarna fick al-Qaida ett starkt fäste efter Salehs avgång, något som Saleh varnat för skulle ske, och eventuellt också själv bidrog till. USA samarbetade med den nya regimen för att bekämpa al-Qaida, som valde att kalla sig ansar al-sharia för att attrahera stöd i det klanbaserade samhället.
Hadi valdes den 21 februari 2012 till landets president och efterträdde därmed Saleh. Han tog över presidentposten vid en ceremoni den 25 februari 2012 i närvaro av Saleh.

### Huthikonflikten
Jemens shiamuslimer i landets norra del har sedan länge diskriminerats både ekonomiskt och politiskt och varit i konflikt med den sunnidominerade regeringen i Sanaa. Nästan helt utan förvarning tog de shiitiska huthirebellerna kontroll över huvudstaden hösten 2014 för att få slut på marginaliseringen av regionen och krävde reformer av president Hadi. Parlamentet och regeringen upplöstes och Hadi sattes i husarrest, men flydde i början av 2015 till sin hemstad Aden där han återetablerade sitt styre. I den sunnitiskt dominerade södra delen av landet kontrollerar en Al-Qaida-gren områden i öster. Vissa bedömare befarar att landet på nytt riskerar att delas upp i Nord- och Sydjemen.
I mars 2015 erövrade huthimilisen och säkerhetsstyrkor, enligt uppgift nära knutna till den förre, störtade presidenten Ali Abdullah Saleh, flygplatsen och delar av den sydliga staden Taiz och intog några dagar senare flygplatsen i Aden.
I mars 2015 började Saudiarabien och andra arabstater luftangrepp mot huthirebellerna för att återupprätta Hadi och hans regering. I augusti 2015 landdsatte en saudiledd arabstatskoalition marktrupper i hamnstaden Aden och drev ut huthierna ur södra Jemen. Den fick stöd från USA, Storbritanninen och Frankrike med logistik och underrättelsetjänst.
Den jemenitiska armén och dess allierade i Aden inledde i juni 2018 ett angrepp mot huthirebellernas hamnstad Hodeidah. FN och biståndsorganisationer vädjade om ett eldupphör och förhandlingar. Genom FN-ledda insatser enades representanter från både huthiregeringen och den internationellt erkända jemenitiska regeringen om att mötas i Stockholm för att komma överens om fredsvillkor gällande Hodeidah. Avtalet slöts i december 2018 och bestod av tre delar:
1. Vapenvila i staden Hodeidah och hamnarna i Hodeidah, Salif och Ras Issa samt ett tillbakadragande av båda stridande styrkorna.
2. Öppnande av humanitära korridorer för transport av bistånd via dessa hamnar till fattiga områden i Jemen.
3. Fångutbyte mellan de stridande fraktioner för att frige mer än 15 000 fångar.